# American Chronicles
American Chronicles est une émission de télévision documentaire américaine en treize épisodes de 22 minutes créée par Mark Frost, réalisée par David Lynch, dont seulement douze épisodes ont été diffusés du 8 septembre au 15 décembre 1990 sur le réseau Fox.
En France, elle a été diffusée sur Planète. Elle reste inédite dans les autres pays francophones.

## Synopsis
Par le biais de sa maison de production, David Lynch produit avec Mark Frost une série de documentaires.

## Épisodes
1. Farewell to the Flesh
2. Eye of the Beholder
3. Manhattan After Dark
4. Auto-Obsession
5. Biker Nation
6. Semper Fidelis
7. This Gun's for Hire / Defenders of the Faith
8. After a Fashion / An American Camelot
9. Here Today Gone Tomorrow / Truck Stop
10. Once Upon a Time (à propos de Hugh Hefner)
11. Class of '65
12. Diamonds Are Forever / The Future That Never Was
13. Champions

## Source
- Cet article est partiellement ou en totalité issu du site Aboutlynch.com, le texte ayant été placé par l’auteur ou le responsable de publication sous la licence de documentation libre GNU ou une licence compatible.